# Sidemia speciosa
Sidemia speciosa là một loài bướm đêm trong họ Noctuidae.